# Zatikon
Zatikon é um Jogo de estratégia baseado em turnos que se joga pela internet, nos modos multijogadore contra o computador. O jogo é muitas vezes comparado com o Xadrez e está disponível para Windows,MAC OS X e Linux. O jogo for criado pela Chronic Logic e Gabe Jones. Zatikon possui 30 diferentes de unidades grátis, e com mais de 80 unidades com os pacotes de expansão, que são pagos. Zatikon foi lançado em 7 de Novembro de 2008, e possui um dedicado número de jogadores. Recentemente ganhou o prêmio Bytten Ernie 2009 para melhor jogo de estratégia.

## Geral
No jogo você pode construir seu próprio exército, utilizando sempre um número fixo de pontos. Entre as unidades disponíveis para o exército estão montros, guerreiros, cavalaria, archeiros e magos, todos divididos em categorias. Cada unidade possui um detertinado número de pontos de Life (Vida), Power(Poder) e Armour(Armadura). Os pontos de vida são a quantidade de dano que podem sustentar antes de morrerem e sairem do jogo. Os pontos de poder são o dano causado à unidade inimiga no ataque. Os pontos de armadura é a quantidade de dano subtraido de cada ataque recebido.
Cada unidade possui um poder, vida e armadura distintos, e possuem diferentes habilidades, como trocar de lugar com os oponentes, proteger e curar aliados, defender-se do primeiro ataque, envenenamento e até mesmo a habilidade de transformar os inimigos em sapos.

## Objetivo
Quanto você entra em Zatikon, você é imediatamente levado a uma batalha, onde aprenderá as funções básicas e estritamente essenciais do jogo. Completando o tutorial te leva para a tela principal que permite que você customize seu exército, comprar novas unidades para poderem ser utilizadas no seu exército e escolhendo entre as várias modalidades do jogo. Cada unidade possui um custo em Gold(Ouro) e em Pontos (Pontos). O custo em ouro te permite escolher essa unidade para entrar em seu exército, e é obtido ganhando do computador ou jogando contra adversários reais. O custo em pontos é diferente para cada unidade, e o valor em pontos de seu exército não pode nunca passar de 1000. O tabuleiro se parece muito com o de xadrez, porém no começo do jogo há no tabuleiro apenas 2 castelos, um em cada lado do tabuleiro. As unidades são colocadas no tabuleiro a partir dali. O objetivo do jogo é mover uma de suas unidades para o castelo inimigo, "Capturando-o", antes que seu oponente o faça.

## Classes
Cada unidade do jogo é organizada em uma das seguintes classes:
Archers (Arqueiros)
São unidades com normalmente baixo Power (Poder), mas com a habilidade de atacarem à distância. Incluem o Archer, Bowman, Crossbowman e o Fire Archer
Black Mages (Magos Negros)
São unidades caras, que normalmente lançam Spells (Magias), e usualmente criam monstros. São voltados para a maldade e para o ocultismo. Incluem o Diabolist, Necromancer, Summoner, Warlock e a Witch.
Clergy (Cléricos)
São unidades com habitualmente poder de cura e de proteção. São voltados para a igreja ou são criaturas celestiais. Incluem o Acolyte, Archangel, Healer, Paladin, Priest, Shield Maiden e o Templar.
Commanders (Comandantes)
São unidades voltadas para a melhor mobilização e / ou utilização das outras unidades.
Incluem o General, Quartermaster, Sergeant, Strategist e o Tactician.
Cultists (Cultistas)
São unidades voltadas para o fanatismo religioso.
Incluem o Confessor, Fanatic, Heretic, Martyr, Mourner e o Possessed.
Horseman (Cavalaria)
São as unidades montadas. Têm como característica uma grande alcance de movimento.
Incluem o Cavalry, Knight, Lancer, Mounter Archer, Rider e o War Elephant.
Nature (Natureza)
São as unidades voltadas para a natureza e para a força bárbara.
Incluem o Barbarian, Berseker, Channeler, Chieftain, Druid, Geomancer e o Shaman.
Scouts (Exploradores)
São unidades voltadas para funções tacticas como eliminar um determinado inimigo, envenenamento, Stun (Atordoamento) e outras tarfas.
Incluem o Assassin, Bouty Hunter, Ranger, Rogue e o Scout.
Shapeshifters (Trocadores de unidades)
São unidades que usualmente variam quanto ao tipo de unidade, copiam outras unidades ou trocam sí próprias por elas.
Incluem o Changeling, Doppelganger, Lycanthrope, Mimic e o Skinwalker.
Siege (Cerco)
São unidades voltadas para o cerco e para construções. Muitas delas são Inorgânicas, e são Imunes a muitas Skills(Habilidades) e Spells (Magias).
Incluem: Ballista, Catapult, Golem e o Mason
Soldiers (Soldados)
São as unidades básicas do jogo. Não atacam a distâncias muito longas, porem muitas vezes são baratos e possuem uma forte habilidade.
Incluem o Axeman, Footman, Gate Guard, Pikeman, Shield Bearer, Swordsman e o Warrior.
Structures (Estruturas ou Edifícios)
São as unidades imóveis do jogo.
Incluem na classe de Structures: Armory, Barracks, Command Post e Tower.
White Mages (Magos Brancos)
São unidades caras, com poder muitas vezes passivo, e seu ataque não é seu ponto forte. Podem porém muitas vezes melhorar as características de suas outras unidades, ou ajudar seu exército na batalha Stunning (Nocauteando) as unidades inimigas e de outras formas.
Wyrms (Sem nenhuma tradução viavel para o Português)
São as unidades mais caras do jogo, e possuem muitas vezes ataque devastador, ou podem regenerar-se, criar outras unidades ou apenas melhorar em muito o desempenho de seu exército. Custam mais da metade de todos os pontos que podem ser utilizados.
Incluem o Dracolich, Dragon, Feathered Serpent e Hydra